# Heeresmusikkorps 4
Das Heeresmusikkorps 4 (HMusKorps 4) mit Standort Regensburg war bis zu seiner Auflösung 2007 ein Musikkorps des deutschen Heeres.

## Geschichte
Das Heeresmusikkorps 4 wurde am 1. Juli 1956 als Musikkorps VI B in Sonthofen aufgestellt und als Musikkorps der 4. Panzergrenadierdivision am 1. August 1956 nach München verlegt. Im Oktober 1956 wurde das Musikkorps aufgeteilt in das Musikkorps VI A in München (daraus entstand am 16. März 1959 das Heeresmusikkorps 4 in Regensburg) und in das Musikkorps VI B (daraus wurde am 16. März 1959 das Heeresmusikkorps 8, das spätere Gebirgsmusikkorps). Das Heeresmusikkorps 4 in Regensburg wurde am 31. Dezember 2006 im Zuge der Umstrukturierung der Bundeswehr außer Dienst gestellt und am 30. Juni 2007 aufgelöst.

## Leiter
| Zeitraum  | Dienstgrad     | Leiter            |
| --------- | -------------- | ----------------- |
| 1956      | Hauptmann      | Adalbert Muhs     |
| 1956–1957 | Oberleutnant   | Werner Zimmermann |
| 1957–1965 | Oberstleutnant | Hermann Schwander |
| 1965–1975 | Oberstleutnant | Ludwig Kühlechner |
| 1975–1977 | Hauptmann      | Michael Wintering |
| 1977–1979 | Oberstleutnant | Werner Gummelt    |
| 1979      | Oberstleutnant | Hans Herzberg     |
| 1979–1985 | Major          | Hans Orterer      |
| 1985–1997 | Oberstleutnant | Wolfgang Willems  |
| 1997–2006 | Oberstleutnant | Roland Kahle      |

## Diskografie
- 1960/61: Märsche I (Single)
- 1960/61: Märsche II (Single)
- 1960/61: Märsche III (Single)
- 1969: Gäubodenmarsch (Single)
- 1976: Komm zur Wasserwacht
- 1978: Die Regensburger Jäger kommen
- 1981: Jubiläumskonzert – 25 Jahre Heeresmusikkorps 4
- 1985: II. Korps
- 1998: Unter Bayerns Rautenbanner
- 2000: Amazing Grace
- 2001: Die schönsten Märsche mit Gesang
- 2004: Die großen Militärkapellmeister
- 2006: Zum Ausmarsch – Stillgestanden